# Александр Ляказетт
Алекса́ндр Ляказе́тт (фр. Alexandre Lacazette; нар. 28 травня 1991, Ліон) — французький футболіст, нападник «Ліону» та національної збірної Франції.

## Клубна кар'єра
Александр Ляказетт знаходився в системі юнацьких команд «Ліона» з 12-річного віку. За основний склад дебютував 5 травня 2010 року в матчі з «Осером».
30 жовтня 2010 року забив свій перший гол за «Ліон» в матчі 11-го туру Ліги 1 проти «Сошо». В Лізі чемпіонів Ляказетт дебютував 2 листопада 2010 року у виїзному матчі з «Бенфікою». Вийшовши на заміну на 71-й хвилині за рахунку 4:0 на користь господарів, форвард віддав 2 гольові передачі. Незабаром після цього, 5 листопада, з'явилася інформація про інтерес від лондонського «Тоттенгема».. У наступному для себе матчі ліги чемпіонів, 7 грудня 2010 року, Ляказетт забив гол у ворота тель-авівського «Хапоеля», встановивши остаточний рахунок матчу (2:2).

## Виступи за збірні
2006 року дебютував у складі юнацької збірної Франції. Зі збірною до 17 років кваліфікувався на Чемпіонат Європи 2008 року, на якому забив переможний гол у матчі проти однолітків з Ірландії (2:1). В підсумку Франція дійшла до фіналу, де зазнала поразки з рахунком 4:0 від Іспанії.
У складі юнацької збірної Франції до 19 років брав участь у чемпіонаті Європи серед юнаків, де допоміг стати переможцем турніру, забивши в 5 зіграних матчах 3 голи, в тому числі вирішальний м'яч у фінальній грі проти збірної Іспанії. Всього на юнацькому рівні взяв участь у 33 іграх на юнацькому рівні, відзначившись 6 забитими голами.
Завдяки перемозі збірної Франції до 19 років на євротурнірі, молодіжна збірна франції до 20 років отримала право взяти участь у молодіжному чемпіонату світу 2011 року. На мундіалі дебютував 30 липня 2011 року в програному з рахунком 4-1 матчі проти Колумбії, вийшовши на поле на заміну. Проте в наступних двох матчах Ляказетт забив по голу і допоміг Франції вийти з групи. В підсумку «півні» стали четвертими на турнірі, а Ляказетт з п'ятьма голами став найкращим бомбардиром турніру (разом з іспанцем Альваро Васкесом та бразильцем Енріке). Всього на молодіжному рівні зіграв у 23 офіційних матчах, забив 14 голів.
23 травня 2013 року, завдяки травмі іншого нападника Жеремі Менеза, вперше був викликаний до складу національної збірної Франції на товариські матчі проти Уругваю і Бразилії. 5 червня 2013 року в матчі з Уругваєм Ляказетт дебютував у складі національної збірної. Наразі провів у формі головної команди країни 14 матчів, забив 1 гол.

## Титули та досягнення

### Командні
- «Олімпік» (Ліон)

Володар Кубка Франції (1): 2012
Володар Суперкубка Франції (1): 2012
- «Арсенал» (Лондон)

Володар Суперкубка Англії (1): 2017
Володар Кубка Англії (1): 2020

### Збірні
- Франція (U-19)

чемпіон Європи серед юнаків (U-19) (1): 2010
- Олімпійська збірна Франції

Срібні медалі Олімпійських ігр 2024

### Особисті
Найкращий бомбардир Молодіжного чемпіонату світу: 2011 (5 голів)
Найкращий бомбардир Ліги 1 2014—15 (27 голів)